# Мадлен Олбрајт
Мадлен Јана Корбел Олбрајт (енгл. Madeleine Jana Korbel Albright; Праг, 15. мај 1937 — Вашингтон, 23. март 2022) била је америчка политичарка и дипломата јеврејског порекла. Била је 64. америчка државна секретарка, уједно и прва жена на тој функцији. На предлог председника САД Била Клинтона, пошто је Сенат одобрио њено именовање, ступила је на дужност 23. јануара 1997. Такође је била ванредна професорка дипломатије на Универзитету Џорџтаун.

## Биографија
Мадлен Олбрајт рођена је у Прагу, Чехословачка као Мари Јана Корбелова (чеш. Marie Jana Korbelová). Васпитана је као римокатолик, јер су њени родитељи прешли из јудаизма у католицизам како би избегли прогон. Има брата Џона, који је економиста. Име „Мадлен“ је француска верзија чешког надимка „Мадленка“ који јој је наденула бака. Олбрајтова је званично узела ново име приликом одласка на школовање у Швајцарску. Њен отац, Јосеф, био је дипломата (аташе за сарадњу с медијима) у амбасади Чехословачке у Београду све до окупације Чехословачке од стране нациста. 
Године 1939, породица Корбел пребегла је у Лондон, пошто је Немачка анектирала Бохемију и Моравску. То јој је можда спасило живот, с обзиром да су многи њени рођаци у Чехословачкој настрадали у холокаусту.
Породица поново бежи када су комунисти преузели власт у Чехословачкој, да би се 1948. преселили у Америку. Тамо је Јосеф постао декан Школе за међународне студије Универзитета Денвер. Између осталог, био је професор и каснијем државном секретару Кондолизи Рајс.
Олбрајтова се школовала у Швајцарској (приватни часови) и Денверу, а касније студирала политичке науке на колеџу Велзли у Масачусетсу. Амерички држављанин постала је 1957. Након дипломирања у мају 1959, удала се за чикашког новинара Џозефа Олбрајта.
Имају три кћерке, близнакиње Ен и Елис, и Кејти. Пошто су близнакиње рођене шест недеља пре термина, како би скренула мисли са тог проблема, Олбрајтова је уписала курс руског језика и за тих шест недеља га течно научила. Докторску диплому стекла је на Универзитету Колумбија, студирајући паралелно са подизањем деце.
Године 1982, Олбрајтови се разводе, јер је Џозеф нашао другу жену.
Године 1996, Олбрајтова је сазнала да је троје њених баба и деда побијено у Холокаусту. Према њеним речима, за своје јеврејско порекло сазнала је тек као одрасла, у 59 години живота.
Олбрајтова је полиглота. Одлично говори енглески, француски, чешки и руски језик, а солидно говори и чита немачки, пољски и српски.
Након пензионисања, Олбрајтова је објавила мемоаре „Госпођа секретар“ (Madam Secretary) (2003) и „Моћни и Свемоћни: Одрази на Америку, Бога и светска дешавања“ (The Mighty and the Almighty: Reflections on America, God, and World Affairs) (2006).

## Пословна биографија
Мадлен Олбрајт завршила је средњу школу у Денверу 1955. Похађала је напредне међународне студије на Универзитету Џонс Хопкинс, а докторирала из области државног права и управе на Универзитету Колумбија. Почасни је доктор права на Универзитетима Вашингтон и Винипег.
Од 1976. до 1978. радила је као главни асистент за законодавна питања америчког сенатора Едмунда Маскија. Од 1978. до 1981, као запослена у Белој кући и у Националном савету безбедности, Олбрајтова је била важан службеник Картерове администрације, задужен за уобличавање прописа у спољној политици.
Од 1981. до 1982 била је члан Међународног центра „Вудро Вилсон“, након међународног конкурса на коме је учествовала са радом на тему улоге штампе у политичким променама у Пољској раних 1980-их.
У истом периоду била је и виши члан Центра за стратешке и међународне студије за совјетска и источноевропска питања, где је руководила истраживањем развоја догађаја и трендова у Совјетском Савезу и Источној Европи.
Године 1981, била је председник новооснованог Центра за националну политику, у чијем је оснивању такође учествовала.
Године 1982, постављена је за професора међународних односа и директора програма Жене у спољној политици на Универзитету Џорџтаун. Била је предавач на факултетима за међународне односе, америчку спољну политику, руску спољну политику, централно- и источноевропску политику, а била је надлежна и за развој и спровођење програма за унапређење професионалних могућности жена у дипломатији. За најбољег предавача проглашавана је четири пута. Пре него што је постала државни секретар, била је члан Клинтоновог кабинета. И данас предаје на Универзитету Џорџтаун.

### Амбасадор при Уједињеним нацијама
1980-их година Олбрајтова је постала главни саветник за спољну политику америчке Демократске странке. За амбасадора при Уједињеним нацијама постављена је убрзо по Клинтоновој инаугурацији. Током тог мандата била је у лошим односима са генералним секретаром Бутросом Галијем. „Било је то тешко време, ситуација је била врло нејасна. Са ове тачке гледишта све је сасвим јасно“, изјавила је Олбрајтова у документарном филму „Духови Руанде“.
Била је критикована и због своје подршке санкцијама према Ираку.

### Државни секретар
Мадлен Олбрајт је прва жена државни секретар и, у време свог мандата, жена са највишим положајем у историји САД. С обзиром да није рођена Американка, није могла да се нада председничком положају. Као државни секретар, Олбрајтова је оснажила везе САД са савезницима, инсистирала на демократији и људским правима и промовисала у свету америчку трговину и привреду, радне односе и стандарде очувања животне средине.
За време свог мандата значајно је појачала утицај америчке политике у Босни и Херцеговини и на Блиском истоку. На себе је навукла бес бројних Срба у бившој Југославији због приметног антисрпског става и улоге коју је имала у артикулисању америчке политике за време ратних сукоба на Балкану, нарочито на Косову и у Босни. Како је Колин Пауел навео у својим мемоарима, Олбрајтова је свој став према употреби војске образложила речима: „У чему је сврха поседовања овакве супериорне војне силе (...) ако не можемо да је употребимо?“
Године 2000. Олбрајтова је постала један од највиших западних дипломата који се срео са комунистичким лидером Северне Кореје, Кимом Џонг Илом, за време званичне посете тој земљи.

### Каријера после 2001.
Многи су спекулисали да ће Олбрајтова, након мандата у Стејт департменту, можда наставити каријеру у чешкој политици. Чешки председник Вацлав Хавел отворено је помињао могућност да га Олбрајтова наследи 2002. Према неким изворима, Олбрајтова је била поласкана оваквим предлозима, али је демантовала да је о томе икад озбиљно размишљала.
Олбрајтова је сада у борду директора Савета за иностране односе. Такође ванредно предаје дипломатију на универзитету Џорџтаун у Вашингтону.
Године 2005. била је специјални гост једне епизоде ТВ серије „Гилморове“ (играла је саму себе), када се појавила у сну главне јунакиње Рори као њена мајка.
Године 2003. прихватила је положај у борду директора Њујоршке берзе, али није желела да га обнови 2005.
Дана 5. јануара 2006. у Белој кући учествовала је на састанку бивших секретара одбране и државних секретара, на коме се са Бушовим сарадницима дискутовало о америчкој спољној политици. 5. маја 2006. у Белу кућу опет су позвани бивши секретари; овог пута тема састанка је био Ирак.
Олбрајтова је била председавајућа у Националном демократском институту за међународне послове и председник Труманове фондације за стипендирање. Такође је била и копредседник Комисије за правно оспособљавање сиромашних.

## Оптужба за мржњу према Србима
У октобру 2012. године, током потписивања њене нове књиге „Прашка зима“ у књижари Neuloxor у Прагу, Олбрајтовој је пришла група активиста из чешке организације „Пријатељи Срба са Косова“ и уместо књиге, за потпис су јој стављени плакати са фотографијама убијених Срба из рата на Косову и Метохији 1999. године. Олбрајт их је отерала уз повике „одлазите, одвратни Срби!“ Демонстранти су отерани, а полиција је стигла на место догађаја. На Јутјубу је постављен снимак инцидента. Касније су демонстранти поднели тужбу против Олбрајтове, оптужујући је за подстицање етничке мржње и непоштовања жртава рата.

## Смрт
Умрла је 23. марта 2022. године од последица рака. У тренутку смрти је имала 84 године.